# Leskovec
Leskovec (deutsch Leskawetz) ist eine Gemeinde mit 668 Einwohnern (3. Juli 2006) in der Region Zlínský kraj (Tschechien).

## Lage
Leskovec liegt im Tal des Flusses Senice, etwa sechs Kilometer südlich der Stadt Vsetín. Im Westen erstreckt sich das Gebirge Vizovické vrchy, im Osten der Kamm des Javorník-Gebirge. Leskovec ist am touristischen Verein Hornolidečsko beteiligt sowie an der Mikroregion Polanecko.

## Geschichte
Leskovec wurde erstmals 1361 erwähnt, als es zu Auseinandersetzungen des Zisterzienserklosters Smilheim in Wisowitz mit seinen Nachbarn kam. Nachdem das Kloster 1584 aufgelöst worden war, kam Leskovec in die Hände von Zdeňek Kavkov z Říčan. Während des Dreißigjährigen Krieges trieb der Räuberhauptmann Macek Ondra Jedlička sein Unwesen in der Gegend. 1638 wurde er schließlich in Olmütz gefangen genommen und hingerichtet. Während des Einfalls tatarischer und türkischer Armeen wurde der Ort 1663 gebrandschatzt. Nach der Ratifizierung des Toleranzpatents durch Joseph II. schloss sich ein Großteil der Bevölkerung der protestantischen Bewegung an.
Die Bewohner des landwirtschaftlich geprägten Dorfes fanden zu Anfang des 20. Jahrhunderts meist Arbeit in der damaligen Industrie- und Bezirksstadt Vsetín.
Im Laufe der Jahre trug der Ort auch die Namen Lestzna, Lescowecz, Leschow, Leskovec, Lijskowecz, Leskowecz, Leskowetz, Leskowietz.